# Lasse-Majas detektivbyrå (TV-serie, 2020)
Lasse-Majas detektivbyrå (stiliserat LasseMajas detektivbyrå) är en svensk TV-serie från 2020, regisserad av Ted Kjellsson och Gustaf Åkerblom. Serien är baserad på böckerna Lasse-Majas detektivbyrå av Martin Widmark och Helena Willis med huvudrollerna Lasse och Maja spelade av Elis Nyström och Ellen Sarri Littorin. Den första säsongen spelades in i Luleå och Boden under 2020 och hade premiär den 4 december samma år på streamingtjänsten C More. Den 3 december 2021 hade en andra säsong premiär. Programmet vann Kristallen 2022 som årets barnprogram.

## Handling
Serien handlar om barndetektiverna Lasse och Maja som bor i Valleby och löser diverse mysterier.

## Rollista (i urval)
- Elis Nyström – Lasse
- Ellen Sarri Littorin – Maja
- Anders Jansson – Polismästaren
- Shebly Niavarani – Muhammed Karat
- Christer Fant – Prästen
- Sussie Eriksson – Barbro Palm
- Clara Henry – Sara Bernard
- Philip Oros – Dino Panini
- Madeleine Martin – Sigge Jansson
- Anna Sise – Ivy Roos
- Gunnar Eklund – Rune Andersson
- Schiaffino Musarra – Ronny Hazelwood
- Linda Zilliacus – Riita Heijalainen
- Sissela Benn – Sjuksyster Mary
- Henrik Ståhl – Roland Svensson (säsong 1)
- Håkan Bengtsson – Vaktmästare Risto (säsong 1)
- Olle Sarri – Torkel Nööt (säsong 2)
- Christian Svensson – Herr Åkerö (säsong 2)
- Olof Wretling – Reinar Gloss (säsong 2)
- Alva Bratt – Jenny (säsong 2)

## Säsonger

### Säsong 1
Avsnitten i första säsongen är baserade på följande böcker:
- Avsnitt 1 – Brandkårsmysteriet
- Avsnitt 2 – Skolmysteriet
- Avsnitt 3 – Modemysteriet
- Avsnitt 4 – Kyrkomysteriet
- Avsnitt 5 – Sjukhusmysteriet
- Avsnitt 6 – Kärleksmysteriet

### Säsong 2
Avsnitten i den andra säsongen baseras på följande böcker:
- Avsnitt 1 – Simborgarmysteriet
- Avsnitt 2 – Hotellmysteriet
- Avsnitt 3 – Detektivmysteriet
- Avsnitt 4 – Tidningsmysteriet
- Avsnitt 5 – Födelsedagsmysteriet
- Avsnitt 6 – Fängelsemysteriet